# كلية سان دييغو للطب بجامعة كاليفورنيا
كلية سان دييغو للطب بجامعة كاليفورنيا (بالإنجليزية: University of California, San Diego School of Medicine)‏ هي إحدى الكليات لتدريس الطب في كاليفورنيا الولايات المتحدة الأمريكية. تقع في مدينة لا جولا، سان دييغو في ولاية كاليفورنيا الأمريكية. نوع الشهادة الطبية التي يتم تحصيلها هناك هي دكتور في الطب.